# Xylopia aethiopica
Xylopia aethiopica là loài thực vật có hoa thuộc họ Na. Loài này được (Dunal) A.Rich. miêu tả khoa học đầu tiên năm 1841.